# 二重裁判
『二重裁判』（にじゅうさいばん）は、小杉健治による日本の推理小説。
元版の「著者のことば」によると、“裁判で有罪判決が出るまでは無罪という法の建前と、警察に逮捕されマスコミに大々的に報道された時点で社会的に有罪判決を受けているという一般社会のずれという矛盾を書きたかった（要約）”と作者は語っていた。
1987年の週刊文春ミステリーベスト10で第8位に選ばれた。2009年6月までに3度テレビドラマ化されている。
本作に登場する瀬能弁護士と江藤佳子は、後に短編「動機」に登場する。

## あらすじ
会社社長夫妻が殺害され、現場から逃げるのを目撃された古沢克彦が身柄を拘束される。克彦は一貫して容疑を否認するが、自宅から被害者宅の金庫から消えた300万円と血痕の付着したワイシャツが発見されたのが決定的証拠となり、逮捕される。
克彦の妹・秀美は兄の無実を信じ気丈に振る舞う。だが――、秀美が婚約を解消されたことを知った克彦は、秀美の人生を台無しにしたくないからと遺書を残し、第三回公判当日の朝、拘置所で自ら命を断った。
兄の汚名をそそぎたい秀美は、再審請求ができないかと弁護士に相談する。だが、有罪が確定するまでは原則無罪という法の建前上、克彦はあくまで無罪であるため再審請求はできないという。
その後、被害者の娘婿が借金を抱えていたこと、愛人の弟・透の人相が克彦が嵌められたと主張していた男と似ていることなど、数々の状況証拠が出てくる。秀美は愛人とその弟が営むクラブに潜入し、兄が無罪だという証拠を掴もうとする。2ヵ月ほど経ったある日、複数の報道機関にかかってきた特ダネを知らせる電話、現場のマンションに急行した記者らが目撃したのは、透の遺体の傍で血の付いた果物ナイフを握る秀美の姿だった。現行犯逮捕された秀美は、犯行動機を「無実の兄を嵌めた男に復讐をした」と語り、自らの法廷で兄の無実を証明しようとする。だが、次第に更なる真実が明らかにされる。

## 登場人物
古沢 秀美
青山のブティック「江藤佳子の店」でデザイナー見習いとして働く。
新潟県出身。小学生の時に両親が交通事故で亡くなり、東京の叔父に引き取られ、中学卒業後は既に就職していた兄と二人で暮らし始める。
兄を嵌めた男を殺した罪で起訴される。
古沢 克彦
秀美の兄。中学卒業後、折り合いの悪かった叔父の家を出て渋川電気に就職し、中学を卒業した秀美を引き取り、秀美の存在を支えに二人きりで生きてきた。
何らかの理由で300万円を必要とし、上司の上田や雅文に借金の申し入れをしていた。なぜ金が必要だったのか、起訴後も一貫して黙秘した。
瀬能 寿夫
弁護士。大学在学中に司法試験に受かった、元東京地検検事。岳父が有名な弁護士だった。検事時代は辣腕と知られ、弁護士としても有能である。後に秀美の弁護人になる。
江藤 佳子
秀美が働くブティックのオーナー。秀美を本当の妹のように思っている。政界にパトロンを持つが、瀬能とは愛人関係にある。克彦の借金を断ったことを後悔しており、瀬能に真実の追求を依頼する。
広瀬 輝夫
秀美の婚約者。大手商社のエリート。母親の買い物に付き添って行ったブティックで秀美を見初めた。父親は都市銀行の専務。母親は秀美との結婚に好意的だったが、父親と姉は反対していた。克彦の逮捕後、親戚一同に反対されたからと、婚約を解消する。
秋場 茂一
67歳。一代で秋場産業を築いたワンマン社長。港区高輪の閑静な住宅街に娘夫婦と暮らしている。娘一家が別荘へ出かけている間に妻共々殺害される。
秋場 定子
茂一の長女。家族で軽井沢の別荘へ静養に出かけた際に、自宅の両親に連絡がつかないからと、黒沢に様子を見るよう頼む。
秋場 雅文
定子の夫。婿養子。51歳。秋場産業の専務。よく行くスナックで克彦と知り合い、同郷の誼で仲良くなり、自宅にも数回招いた。
黒沢 誠一
秋場産業総務部。自宅マンションが社長宅のすぐ近くで、しばしば私用を言いつけられる。専務の妻に頼まれ社長宅を見に行き、社長夫妻の遺体を発見し、現場から逃げる克彦を目撃する。
和田
東都日報の記者。事件の詳細を他社に先んじて報道した。秀美が婚約を解消されたことは誤算で、後味悪く終幕した事件に言いようのない不快さを感じ、心を痛めている。
川田
高輪南署警部。恰幅がよく、鋭い目をしている。
木島 一雄
広瀬が紹介してくれた山岡法律事務所の若手弁護士。克彦の弁護人になる。
井元 英男
克彦が「はめられた」と主張する男。元渋川電気社員を名乗り、スナックで雅文と引き合わせ、事件当夜に秋場家を訪れるように指示した。
上田 忠道
克彦が勤めていた渋川電気の上司。
塩島
高輪南署の刑事。捜査本部の一員。同僚からも記者からも評判が良くない。克彦は無実だと思っていた。
八木
渋川電気彦根工場勤務。克彦が出張に赴いた日の夜に、草津駅のホームで克彦を見かけたと証言。
岩佐 美紀子
雅文の愛人。事件後、東銀座にクラブを開いた。
岩佐 透
美紀子の弟。“井元”を名乗った？事件当時は無職だったが、事件後は姉の店でバーテンダー兼マネージャーとして働いている。
葛原 彩子
信楽で信楽焼の販売所・葛原商店を営む。克彦がかつて憧れていた女性。
葛原 竜一
彩子の夫。葛原商店社長。

## テレビドラマ

### 1987年（フジテレビ版）
1987年4月24日、フジテレビ「金曜女のドラマスペシャル」にて中井貴惠主演で放映された。監督・演出は富本壮吉、脚本は柴英三郎。

#### キャスト
- 中井貴惠
- 浅茅陽子
- 江藤潤
- 山口いづみ
- 露口茂
- 並木史朗
- 高松英郎
- 生田悦子
- 大信田礼子
- 清水章吾

### 2001年（テレビ東京版）
2001年10月31日、『骨壺を抱く二人の女』というタイトルでテレビ東京「女と愛とミステリー」にて藤田朋子と小柳ルミ子のダブル主演で放映された。監督は長谷和夫、脚本は仲倉重郎・影二郎。物語のキーとなる焼き物が滋賀県の信楽焼から石川県の九谷焼へと変更されている。

#### キャスト
- 古沢秀美：藤田朋子
- 葛原彩子：小柳ルミ子
- 古沢克彦：古尾谷雅人
- 瀬能寿夫：江守徹
- 塩島刑事：鈴木瑞穂
- 和田進：天宮良
- 江藤佳子：沖直未
- 秋場雅文：南條豊
- 岩佐透：松澤一之
- 平川治子：東山明美
- 河西刑事：石田登星
- 黒沢誠一：斉藤暁
- 葛原竜一：有川博

- 野仲功
- 清水明彦
- 鷲生功
- 水澤真子
- 宝城清子
- 松田花穂
- 藤田宗久
- 渡辺穣
- 石井英明
- 堀田真三
- 赤坂麻紀
- 香乃ゆか
- 森永徹  ほか

### 2009年（TBS版）
TBS月曜ゴールデンにて2009年6月1日に放送。「法廷サスペンス」と題したシリーズの第4弾。因みに第2弾も同作者による法廷小説『家族』。監督は榎戸耕史、脚本は深沢正樹

#### キャスト
- 古沢秀美：蓮佛美沙子
- 和田孝太（記者）：内田朝陽
- 古沢克彦（秀美の兄）：山中聡
- 広瀬輝夫（秀美の婚約者）：眞島秀和
- 葛原彩子：高橋かおり
- 新田美智子：木内晶子
- 岩佐美紀子：大家由祐子
- 上田課長：小野了
- 塩島（刑事）：松重豊
- 川田（高輪南署刑事）：高橋和也
- 裁判長：石丸謙二郎
- スナック店長：梨本謙次郎
- 山岡一雄（弁護士）：西村雅彦
- 江藤佳子（社長）：麻生祐未
- 瀬能寿夫（弁護士）：加藤雅也
- 検事：伊藤正之
- 裁判官：吉田慎之介
- 葛原竜一：佐伯新
- 阪田マサノブ
- 黒沢：森下哲夫
- 福田信昭
- 西慶子
- 矢崎文也
- 山賀教弘

ほか